# Leanira minor
Leanira minor är en ringmaskart som beskrevs av Hartman 1965. Leanira minor ingår i släktet Leanira och familjen Sigalionidae. Inga underarter finns listade i Catalogue of Life.